# 腰骨藤
腰骨藤（学名：Ichnocarpus frutescens）是夹竹桃科腰骨藤属的植物。分布在马来西亚、斯里兰卡、菲律宾、大洋洲、印度以及中国大陆的广西、广东、云南、福建等地，生长于海拔150米至950米的地区，常生长在低丘陵山坡灌木丛中、山地疏林中以及路旁。

## 别名
犁田公藤、羊角藤、勾临链（海南）

## 异名
- Ichnocarpus frutescens (L.) W. T. Aiton f. pubescens Markgr.